# Judith Malina
Judith Malina   (Kiel, 4 de juny de 1926 - Englewood, 10 d'abril de 2015) va ser una actriu, dramaturga i directora teatral americana.
Nascuda en una família jueva que va emigrar als Estats Units el 1929, quan ella tenia tres anys, va interessar-se en el teatre des de molt jove i va ingressar a la New School for Social Research el 1945, on va estudiar entre d'altres amb Erwin Piscator.
Juntament amb el seu marit Julian Beck va cofundar la companyia The Living Theatre que va ser una de les més influents en l'avantguarda teatral als EUA. Van estrenar la seva primera obra el 1951 en el seu propi apartament. El 1963 es van veure forçats a tancar el teatre a causa d'una persecució per delicte fiscal que posteriorment va resultar infundada. Entre 1964 i 1968 el grup es va exiliar a Europa i va incorporar nous integrants de diversos països. Durant aquesta època van estrenar Paradise Now, la seva obra més important. A partir del 1969 la companyia va dividir-se en tres grups; un va quedar-se a Londres, l'altre va viatjar a l'Índia i el tercer, amb Malina i Beck, va anar al Brasil, on van ser empresonats durant dos mesos per motius polítics. Durant aquesta època va escriure un diari personal.
A la mort de Beck, l'any 1985, la companyia continuà la seva activitat sota la direcció de Judith Malina i Hanon Reznikov.
Va aparèixer de forma esporàdica en algunes pel·lícules, com a actriu secundària: Tarda negra (1975), Dies de ràdio (1987), Enemies, A Love Story (1989), Despertar (1990) o La família Addams (1991).

## Publicacions
- Marranca, Bonnie «The Diaries of Judith Malina 1947-1957». Performing Arts Journal, 8, 2, 1984, pàg. 100. DOI: 10.2307/3245393. ISSN: 0735-8393.
- Malina, Judith, 1926-2015.. The enormous despair.  Random House, [1972]. ISBN 0394463501.